# Hieronim Władysław Brzuchański
Hieronim Władysław Brzuchański herbu Pobóg odmienny – podsędek nowogródzki w 1674 roku, poseł na zjazd warszawski i sejm pacyfikacyjny 1673 roku.